# Tortel (Chili)
Pour les articles homonymes, voir Tortel.
Tortel est une commune du Chili faisant partie de la province de Capitán Prat, elle-même rattachée à la région Aisén. En 2002, sa population s'élevait à 507 habitants.

## Géographie
Le territoire de Tortel s'étend vers l'ouest jusqu'à la côte Pacifique. Il comprend un grand nombre d'îles, dont l'île Maldonado. Il est traversé par le plus grand fleuve chilien le rio Baker ainsi que d'autre cours d'eau importants : Río Pascua, Rio Bravo. Le terrain est fortement accidenté et découpé par des estuaires, des bras de mer (comme le Canal Messier) et est recouvert au nord et au sud par des champs de glace dont la superficie atteint 4 000 km2. Le Parc national Laguna San Rafael, le Parc national Bernardo O'Higgins et la Réserve nationale Katalalixar occupent plus de la moitié de la surface. Tortel se trouve à 1 616 kilomètres à vol d'oiseau au sud de la capitale Santiago et à 272 kilomètres à vol d'oiseau au sud de Coyhaique capitale de la région Aisén.

## Histoire
Jusqu'au XIXe siècle la région n'est cartographiée que de manière très grossière et est inhabitée. Au début du XXe siècle, le gouvernement chilien tente de lancer un mouvement de colonisation de la Patagonie. En 1901 une concession est accordée à la Compañía Explotadora del Baker, spécialisée dans l'élevage, à condition que celle-ci installent 1000 familles de colons entre les latitudes 42° et 52°. La société construit les premières installations de la région à Puerto Bajo Pisagua sur la rive nord de l'embouchure du rio Baker ainsi qu'une scierie et un quai dans ce qui deviendra par la suite le village de Caleta Tortel. En 1906 56 travailleurs de l'île de Chiloé meurent de faim et de scorbut et la société fait faillite peu après. D'autres concessions sont accordées par la suite mais seuls quelques colons s'installent dans la région. La Marine militaire chilienne installe un poste de radio-télégraphie et une infirmerie. Une première maison avec jetée en bois apparait à cette époque. La petite agglomération grandit lentement et en 190 la commune de Tortel est créée. Tortel fait référence à Jean Tortel, un marin français, qui a joué un rôle important durant la guerre d'indépendance du Chili. Une école est construite en 1970 à Caleta Tortel avec l'assistance de la Marine. La population dépasse les 200 habitants en 1970 et atteint pratiquement 300 habitants 10 ans plus tard. Près de 80 % du territoire de la commune est intégré dans des parcs naturels dans les années 1980. En 2003 Caleta Torrel est relié au reste du Chili par voie routière grâce à l'extension de la Carretera Austral.

## Démographie
L'absence d'accès et des ressources naturelles peu abondantes ont freiné jusqu'à présent l'occupation de la commune. La tentative d'implantation de colons au début du XXe siècle s'est soldée par un échec. Depuis les années 1950 la population très faible recommence à progresser. Depuis 2003 l'agglomération principale Caleta Tortel est reliée au reste du Chili par un embranchement de la Carretera Austral. En 2012, la population de la commune s'élevait à 531 habitants. La superficie de la commune est de 19 711 km2 (densité de 0,03 hab./km²).

## Climat
Le climat de Tortel est de type océanique avec influence méditerranéenne (Cfbs dans la classification de Köppen) caractérisé par une température estivale fraiche une température hivernale fraiche mais toujours supérieure à 0 °C et des précipitations étalées tout au long de l'année. Sur l'île San Pedro située à l'entrée du golfe donnant accès à Caleta Tortel la température annuelle moyenne est de 8,3 °C et les précipitations annuelles très élevées atteignent 3 556 mm.

Position de Tortel (en rouge) au sein de la région Aisén.

| Mois                     | jan.  | fév.  | mars  | avril | mai   | juin  | jui. | août  | sep.  | oct.  | nov.  | déc.  | année   |
| ------------------------ | ----- | ----- | ----- | ----- | ----- | ----- | ---- | ----- | ----- | ----- | ----- | ----- | ------- |
| Température moyenne (°C) | 11,2  | 11,5  | 10,5  | 9     | 7,6   | 6     | 5,3  | 5,5   | 6,6   | 7,6   | 9     | 10,3  | 8,3     |
| Précipitations (mm)      | 314,2 | 323,8 | 329,4 | 325,1 | 314,9 | 309,3 | 280  | 259,5 | 233,9 | 276,8 | 282,7 | 287,7 | 3 556,2 |

## Tourisme
Le village de Caleta Tortel obtient en 2023 le label Meilleurs villages touristiques de l'Organisation mondiale du tourisme.